# 博迪斯山
67°9′S 67°48′W / 67.150°S 67.800°W
博迪斯山（Mount Bodys），是南極洲的山峰，位於葛拉漢地的阿德萊德島，海拔高度超過1,220米，在1909年由讓-巴蒂斯特·夏古率領的法國探險隊測量，現時由南極條約體系管理。